# Mike Powell
Michael Anthony (Mike) Powell (Philadelphia, 10 november 1963) is een voormalige Amerikaanse atleet en de huidige wereldrecordhouder verspringen. Hij nam driemaal deel aan de Olympische Spelen en won hierbij twee zilveren medailles. Hij stond bekend onder de naam 'de kangoeroe uit Philadelphia'.

## Loopbaan
Powells doorbraak op het wereldtoneel vond plaats in 1988, toen hij op de Olympische Spelen van Seoel met 8,49 m de zilveren medaille behaalde. Hij moest alleen Carl Lewis laten voorgaan (8,72). Een jaar eerder was hij voor het eerst opgevallen, doordat hij op de universiade in Zagreb met 8,19 het verspringen had gewonnen.
Op de wereldkampioenschappen van 1991 in Tokio, Japan, verbeterde Powell het wereldrecord van Bob Beamon. Powell sprong 8,95, precies 5 cm verder dan Beamons 23 jaar oude record. Na vijftien opeenvolgende nederlagen versloeg Powell tijdens die wedstrijd voor het eerst Carl Lewis. Lewis verbeterde zelf ook het oude wereldrecord (8,91), maar er stond op dat moment te veel rugwind.
Powell kreeg voor zijn sportprestatie onder meer de James E. Sullivan Award en kreeg de Overseas Personality Award tijdens de verkiezing van BBC Sports Personality of the Year.
Op de Olympische Spelen van 1992 (Barcelona) behaalde Mike Powell opnieuw het zilver achter Carl Lewis. In 1993 bevestigde hij echter zijn hegemonie door opnieuw wereldkampioen te worden, voor de Rus Stanislav Tarasenko en de Oekrainër Vitaliy Kirilenko.
Eerder dat jaar sprong Powell, op een meeting in Modesto, 8,99 ver met te veel rugwind. In 1994 sprong hij in Sestriere nog eens 8,95, opnieuw met te veel rugwind. Een jaar later sprong de Cubaan Iván Pedroso op diezelfde wedstrijd 8,96, maar dat record werd nooit gevalideerd, omdat een official voor de windmeter stond.
Op de Olympische Spelen van 1996 greep Powell naast de medailles. Hij ging daarna met pensioen, sprong nog één keer 8,06 op 12 mei 2001 op de Modesto Relays en keerde het verspringen de rug toe, ondanks zijn belofte op een comeback. Hij maakte in 2001 wel nog een comeback als golfspeler.
Powell was aangesloten bij de Foot Locker Athletic Club.

## Titels
- Wereldkampioen verspringen - 1991, 1993
- Amerikaans kampioen verspringen - 1990, 1992, 1993, 1994, 1995, 1996

## Persoonlijk record
| Onderdeel   | Prestatie   | Datum            | Plaats |
| ----------- | ----------- | ---------------- | ------ |
| verspringen | 8,95 m (WR) | 30 augustus 1991 | Tokio  |

## Palmares

### verspringen
- 1984:  Amerikaanse kamp. - 8,25 m (wind)
- 1985:  Amerikaanse kamp. - 8,28 m (wind)
- 1987: 7e Amerikaanse kamp. - 7,88 m
- 1987:  AAA-kamp. - 7,94 m
- 1987:  Universiade - 8,19 m
- 1988:  OS - 8,49 m
- 1989:  Amerikaanse kamp. - 8,52 m
- 1990:  Amerikaanse kamp. - 8,24 m
- 1990:  Goodwill Games - 8,34 m
- 1991:  WK - 8,95 m
- 1992:  Amerikaanse kamp. - 8,62 m
- 1992:  OS - 8,64 m
- 1993:  Amerikaanse kamp. - 8,53 m
- 1993:  WK - 8,59 m
- 1993:  Grand Prix Finale - 8,54 m
- 1994:  Amerikaanse kamp. - 8,68 m (wind)
- 1994:  Goodwill Games - 8,45 (wind)
- 1995:  Amerikaanse kamp. - 8,55 m (wind)
- 1995:  WK - 8,29 m
- 1996:  Amerikaanse kamp. - 8,39 m
- 1996: 5e OS - 8,17 m

## Onderscheidingen
- James E. Sullivan Award - 1991

1983 Carl Lewis ·
1987 Carl Lewis ·
1991 Mike Powell ·
1993 Mike Powell ·
1995 Iván Pedroso ·
1997 Iván Pedroso ·
1999 Iván Pedroso ·
2001 Iván Pedroso ·
2003 Dwight Phillips ·
2005 Dwight Phillips ·
2007 Irving Saladino ·
2009 Dwight Phillips ·
2011 Dwight Phillips ·
2013 Aleksandr Menkov ·
2015 Greg Rutherford ·
2017: Luvo Manyonga ·
2019: Tajay Gayle ·
2022: Wang Jianan ·
2023: Miltiadis Tentoglou